# Buttle församling
Buttle församling var en församling. Församlingen uppgick 2006 i Vänge församling.
Församlingskyrka var Buttle kyrka.

## Administrativ historik
Församlingen har medeltida ursprung. 
Församlingen var från 1500-talet annexförsamling i pastoratet Vänge, Buttle och Guldrupe som 1943 utökades med Sjonhems och Viklau församlingar och 1962 med Halla församling. År 2006 uppgick denna församling i Vänge församling tillsammans med övriga församlingar i pastoratet.
Församlingskod var 098042.